# Borgo Stella
Il Borgo Stella (o Borgo della Stella) è una strada centro storico di Firenze, zona Oltrarno, che va da via dei Serragli (presso il Canto di Borgo della Stella) a piazza del Carmine, incontrando sul lato sud via dell'Ardiglione. 

## Storia
Il nome della strada, con qualche variante, è attestato fin dalla metà del XIV secolo, e l'appellativo di "borgo" è tipico delle strade che uscivano dalle mura, in questo caso da intendersi come fuori le mura della prima cerchia comunale (1173 circa), che correvano lungo via dei Serragli fino all'incrocio con via del Campuccio. Di tutte le strade ancora oggi chiamate "borgo" a Firenze, questa è una delle più piccole, tanto che potrebbe essere scambiata per un vicolo.
Il nome "della Stella" (ancora oggi attestato nella cartografia comunale sia con la preposizione che senza) potrebbe derivare da una stella dipinta sul manto di una Madonna in un tabernacolo, probabilmente proprio quello ancora esistente presso l'incrocio con via dei Serragli. Un'altra ipotesi è che la stella sia invece quella presente nello stemma di una corporazione, magari l'Arte dei Fornai, o dei Giudici e Notai o ancora degli Albergatori, come se ne vede ad esempio una non lontano, in via dei Serragli 37.

## Descrizione
La strada, pavimentata a lastrico, ha un aspetto abbastanza angusto, con stretti marciapiedi e la carreggiata ulteriormente rimpicciolita dalla sosta delle auto su un lato. Gli edifici hanno per lo più il carattere dell'edilizia popolare tradizionale, alti fino a tre o quattro piani. Fa eccezione, sul lato nord, la fiancata e il muro di contenimento del giardino del palazzo Del Pugliese, poi Feroni Magnani, che venne edificato unendo molte proprietà in tutto l'isolato. Proprio presso la cantonata con via dei Serragli, si apre la porta che dava alle cantine Magnani, come ricordato da una grande lapide ancora presente. Le case sul lato sud, dopo via dell'Ardiglione, furono ricavate, almeno in parte, dalla soppressione del monastero di Santa Monica: alcune di esse incorporano ambienti del grande chiostro che si estendeva dalle spalle della chiesa fin qui, con arcate su tre lati.

### Tabernacoli
Entro un'edicola in pietra, coperta da una piccola tettoria di tegole disposte ad arco, si trova oggi una stampa della Madonna del Latte, forse del XIX secolo, se non più tarda. Pare che in antico contenesse una madonna affrescata da Raffaellino del Garbo.

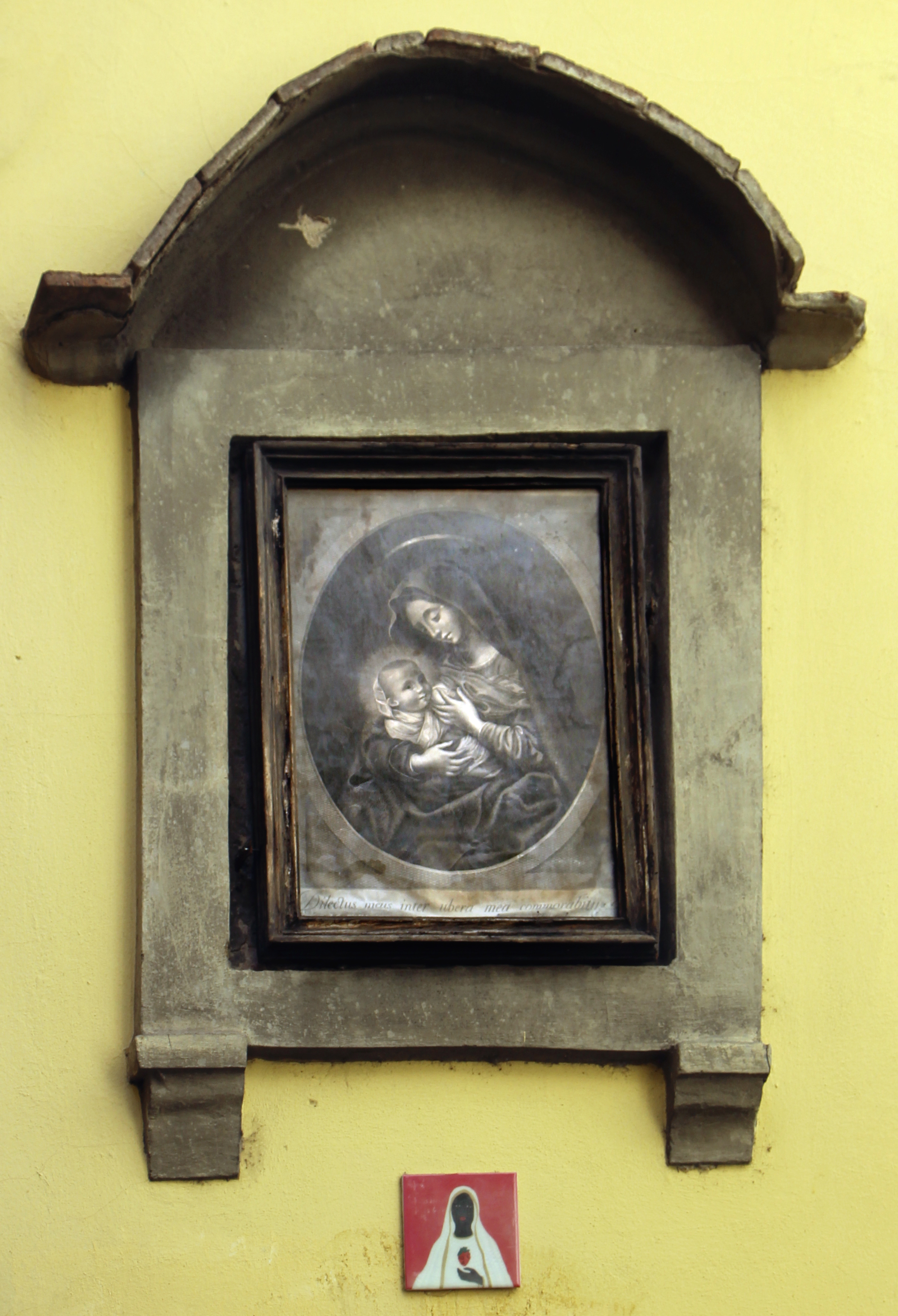
Tabernacolo di borgo Stella